# Giao thoa

Hiện tượng giao thoa của các sóng đến từ hai điểm

Trong vật lý, giao thoa là sự chồng chập của hai hoặc nhiều sóng mà qua đó một hình ảnh sóng mới được tạo ra. Giao thoa là đặc tính tiêu biểu của tính chất sóng. Giao thoa thông thường liên quan đến sự tương tác giữa các sóng mà có sự tương quan hoặc kết hợp với nhau có thể là do chúng cùng được tạo ra từ một nguồn hoặc do chúng có cùng tần số hoặc tần số rất gần nhau.

## Lý thuyết giao thoa
Sự giao thoa của các sóng trên thực chất tuân theo nguyên lý chồng chập sóng mà ở đây chính là sự cộng gộp của các dao động. Tại mỗi điểm trong không gian nơi có sự gặp nhau của các sóng, dao động của môi trường sẽ chính là dao động tổng hợp của các dao động thành phần từ các sóng tới riêng biệt, mà nói theo ngôn ngữ của vật lý sóng sẽ là tổng của các véctơ sóng. Nhờ sự tổng cộng dao động này mà trong không gian có thể tạo ra các điểm có dao động được tăng cường (khi các sóng thành phần đồng pha) hoặc bị dập tắt (khi các sóng thành phần có pha ngược nhau) tùy thuộc vào tương quan pha giữa các sóng. Điều này tạo ra một hình ảnh giao thoa (interference pattern) khác với hình ảnh của từng sóng thành phần, được tạo ra bởi chính tập hợp các điểm có sự giao thoa tăng cường hoặc dập tắt. Hình ảnh này sẽ là một hình ảnh ổn định khi các sóng thành phần là các sóng kết hợp.
Trong trường hợp các sóng kết hợp, hình ảnh giao thoa là ổn định và phụ thuộc vào độ lệch pha giữa các sóng (phụ thuộc vào sự khác biệt về đường truyền cũng như tính chất môi trường truyền sóng) - được mô tả bởi nguyên lý Huyghens.

## Hình ảnh giao thoa

Mô hình giao thoa hệ 2 khe trong thí nghiệm Young và hình ảnh giao thoa thu được.

Các hình ảnh thực nghiệm về sự giao thoa của sóng lần đầu tiên được ghi lại trong thí nghiệm của nhà vật lý người Anh Thomas Young (1773 - 1829) được thực hiện vào năm 1803 trong đó hình ảnh giao thoa của sóng ánh sáng được tạo bằng cách cho ánh sáng đi qua hai khe hẹp và tạo ra các vân sáng, tối xen kẽ. Thí nghiệm này cũng là bằng chứng khẳng định tính chất sóng của ánh sáng. Thí nghiệm này đã được mở rộng cho chùm sóng điện tử và cũng thu được những kết quả tương tự và trở thành bằng chứng để khẳng định tính chất sóng của các vi hạt.

### Hình ảnh giao thoa ánh sáng với hệ hai khe
Đây là hình ảnh ghi nhận được trong thí nghiệm của Young. Hình ảnh giao thoa thu dược trên màn ảnh đặt song song và sau hai khe hẹp sát gần nhau. Ảnh giao thoa thu được là các vân sáng tối xen kẽ song song nhau. Các vạch sáng tương ứng với cực đại giao thoa (hai sóng tăng cường) là nơi thỏa mãn điều kiện:
{\displaystyle \!d\sin \theta _{n}=n\lambda }
Còn các vân tối là nơi mà 2 sóng dập tắt lẫn nhau và phải thỏa mãn điều kiện:
{\displaystyle \!d\sin \theta _{n}=\left(n+{\frac {1}{2}}\right)\lambda }

Sơ đồ bố trí thí nghiệm tạo hệ vân Newton.

Nếu tính theo điều kiện xấp xỉ góc nhỏ thì điều kiện của vân sáng sẽ là:
{\displaystyle {\frac {n\lambda }{d}}={\frac {x}{L}}\quad \Leftrightarrow \quad {n}{\lambda }={\frac {xd}{L}}\;,}

Ở đây:
λ là bước sóng ánh sáng,
d khoảng cách giữa hai khe,

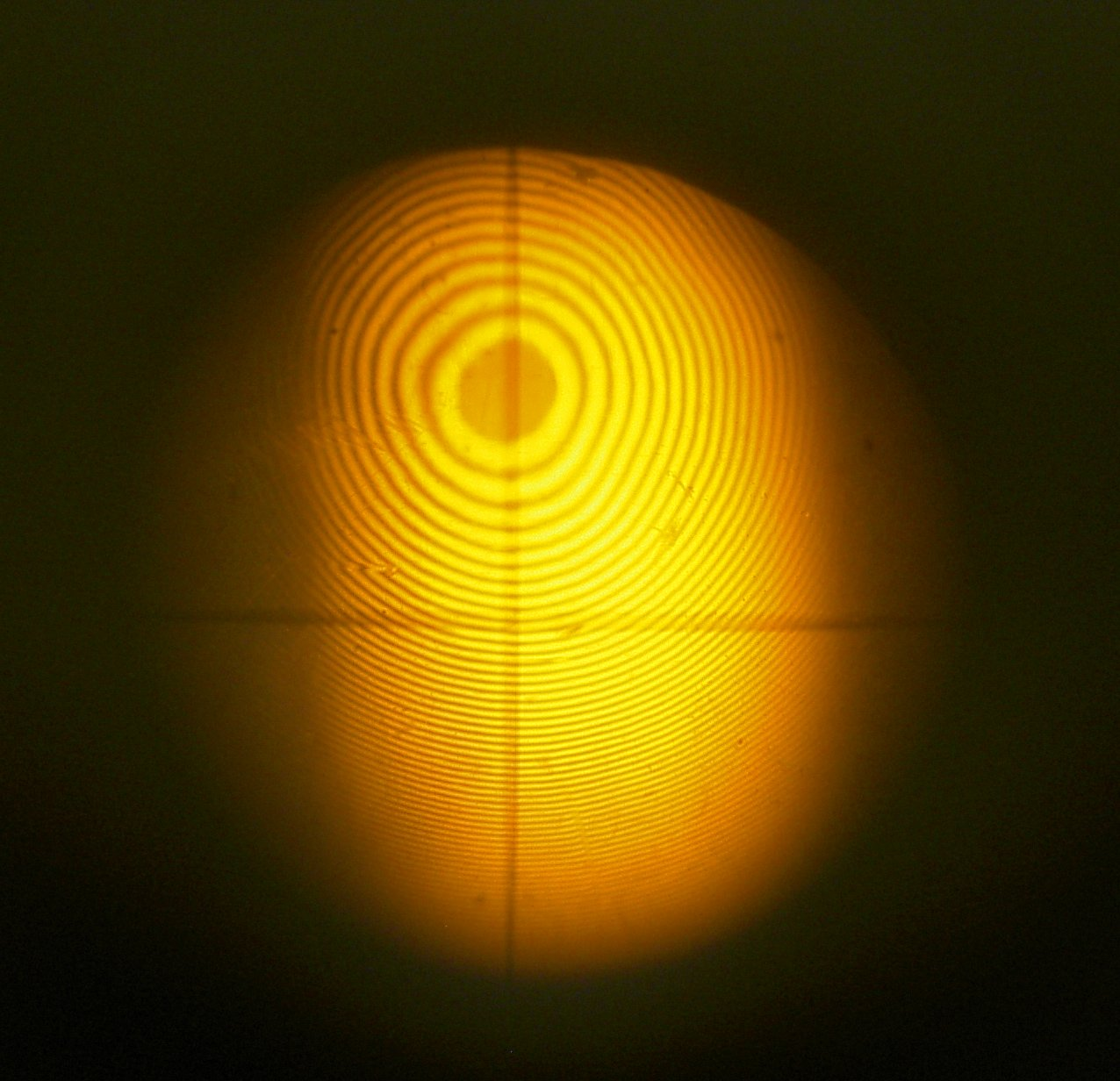
Hình ảnh vân giao thoa Newton tạo ra khi đặt một thấu kính lồi trên một mặt phẳng, cho ánh sáng truyền qua.

n bậc giao thoa (n = 0 khi ở vân sáng trung tâm),
x khoảng cách từ vị trí vân sáng đến vân trung tâm,
L khoảng cách từ mặt phẳng hai khe đến màn quan sát,
θn tọa độ góc của điểm khảo sát.

### Hệ vân Newton
Là hình ảnh giao thoa thu được khi ánh sáng bị phản xạ trong môi trường bị giới hạn bởi một mặt phẳng và một mặt cầu. Hình ảnh giao thoa thu được sẽ là các vân tròn đồng tâm. Bán kính của hệ vân lúc này xác định theo công thức:
{\displaystyle r_{N}=\left[\left(N-{1 \over 2}\right)\lambda R\right]^{1/2},}
Với: N là bậc giao thoa, R bán kính mặt cong, và λ là bước sóng ánh sáng.
Giao thoa lượng tử tổng quát là sự kết hợp của các hạt cấu trúc trong quá trình giao thoa tạo nên các bước sóng đặc biệt.